# زناميا

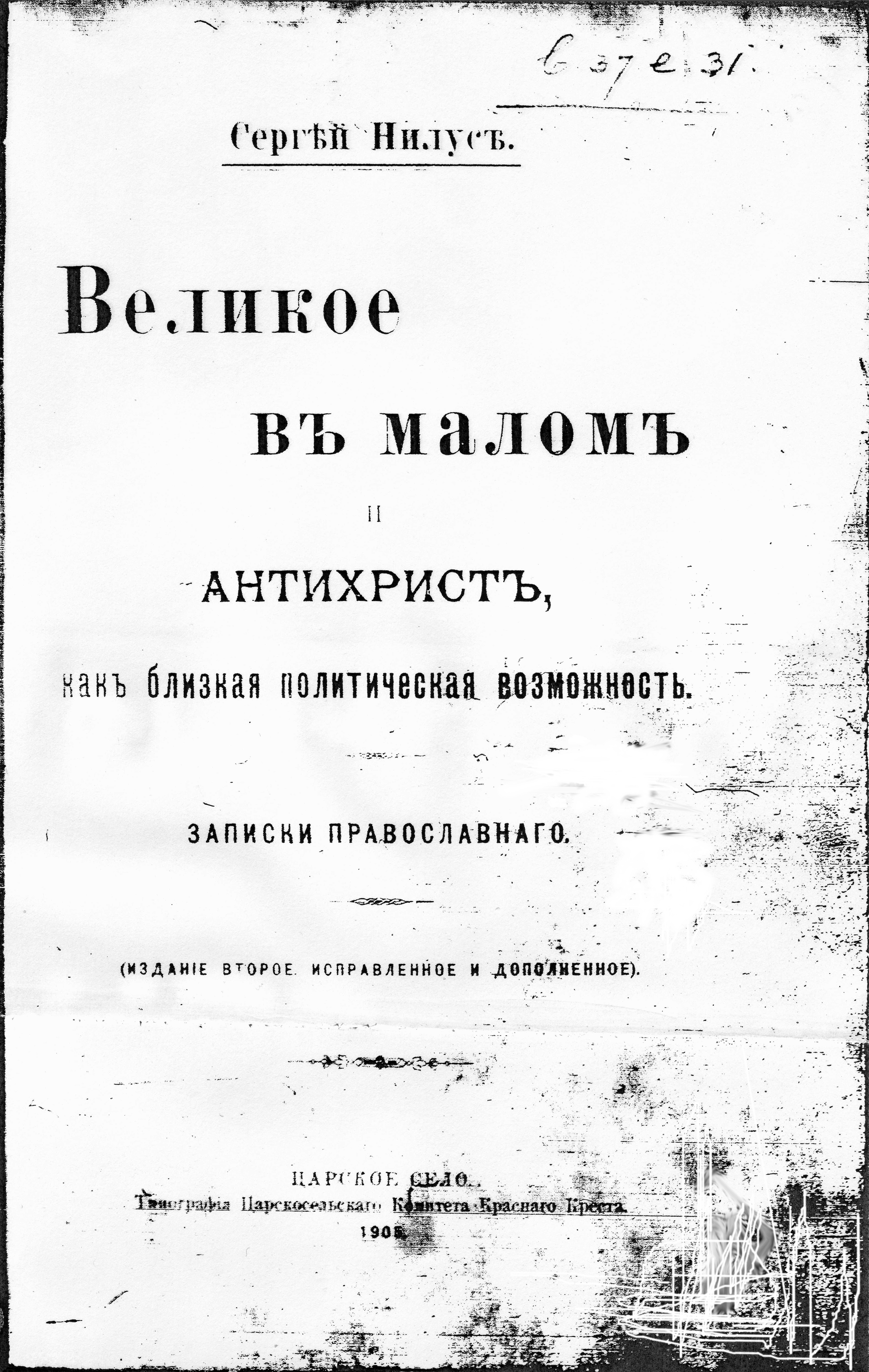
أحد إصدارات بروتوكولات حكماء صهيون

زناميا (بالروسية: Русское знамя) صحيفة روسية أُنشِئَت من قبل الصحفى باڤيل كروشيڤان{{وإو|عر=Pavel_Krushevan]|تر=Pavel_Krushevan]|لغ=en|نص=ب[[سانت بطرسبرغ}}]]، والمعروفة بنشرها لبروتوكولات حكماء صهيون في أغسطس - سبتمبر 1903